# Šamac (kommun)
Kommunen Šamac (serbiska: Opština Šamac, kyrillisk skrift: Општина Шамац) är en kommun i Serbiska republiken i nordöstra Bosnien och Hercegovina. Kommunen hade 17 273 invånare vid folkräkningen år 2013, på en yta av 172,24 km².
Av kommunens befolkning är 76,74 % serber, 14,05 % kroater, 7,32 % bosniaker och 0,18 % bosnier (2013).